# Juli 2023
Portal Geschichte | Portal Biografien | Aktuelle Ereignisse | Jahreskalender | Tagesartikel

◄ |
20. Jahrhundert |
21. Jahrhundert

◄ |
1990er |
2000er |
2010er |
2020er
| 2030er | 2040er

◄ |
2019 |
2020 |
2021 |
2022 |
2023
| 2024 | 2025 | 2026 | 2027 | ►

◄ |
April 2023 |
Mai 2023 |
Juni 2023 |
Juli 2023 |
August 2023 |
September 2023 |
Oktober 2023 |
►
Dieser Artikel behandelt tagesbezogene Nachrichten und Ereignisse im Juli 2023. Eine Artikelübersicht zu thematischen „Dauerbrennern“ und zu länger andauernden Veranstaltungen findet sich auf der Seite zu den laufenden Ereignissen.
Laut der NOAA war der Juli 2023 der global wärmste Monat seit Temperaturaufzeichnungsbeginn im Jahr 1850.

## Tagesgeschehen

### Samstag, 1. Juli 2023
- Bilbao/Spanien: Start der Tour de France (bis 23. Juli)
- Canberra/Australien: Als weltweit erstes Land erlaubt Australien die Verschreibung von MDMA und Psilocybin zur Behandlung einzelner psychischer Erkrankungen.
- Dili/Osttimor: Xanana Gusmão, bereits von 2007 bis 2015 Regierungschef, wird erneut als Premierminister vereidigt.
- Kennedy Space Center/Vereinigte Staaten: Das Weltraumteleskop Euclid startet mit einer Falcon-9-Rakete des privaten Raumfahrtdienstleisters SpaceX ins All.
- Madrid/Spanien: Spanien übernimmt die Ratspräsidentschaft in der EU.
- Willingen (Upland)/Deutschland: Der Skywalk Willingen, mit 665 m Länge die zweitlängste Fußgänger-Hängebrücke der Welt, wird für die Benutzung freigegeben.

### Sonntag, 2. Juli 2023
- Berlin/Deutschland: Deutschland gewinnt durch einen 30:23-Sieg gegen Ungarn die U-21-Handball-Weltmeisterschaft 2023.
- Klagenfurt am Wörthersee/Österreich: Die deutsche Autorin Valeria Gordeev wird für ihren Prosatext Er putzt mit dem Ingeborg-Bachmann-Preis ausgezeichnet. Der Deutschlandfunk-Preis geht an Anna Felnhofer. Martin Piekar erhält den Kelag-Preis und den BKS-Bank-Publikumspreis, Laura Leupi den 3sat-Preis.

### Montag, 3. Juli 2023
- College Park/Vereinigte Staaten: Laut Nationalem Wetterdienst ist dieser Tag mit einer Durchschnittstemperatur von 17,01 °C der weltweit heißeste Tag seit Beginn der Aufzeichnungen.[2]
- Dschenin/Palästinensische Autonomiegebiete: Im Rahmen der zweitägigen Operation Home and Garden rückt die israelische Armee in das an die Stadt angrenzende Flüchtlingslager ein.[3]
- London/Vereinigtes Königreich: Beginn der Wimbledon Championships (bis 16. Juli)

### Dienstag, 4. Juli 2023
- Kabul/Afghanistan: Die Taliban verfügen landesweit die Schließung von Schönheitssalons innerhalb eines Monats.
- Neu-Delhi/Indien: Iran wird als neues Mitglied in die Shanghaier Organisation für Zusammenarbeit aufgenommen.
- Palikir/Mikronesien: Verfassungsreferendum

### Mittwoch, 5. Juli 2023
- Kourou/Französisch-Guayana: Die letzte Trägerrakete vom Typ Ariane 5 startet erfolgreich ins Weltall.
- München/Deutschland: Bei Bauarbeiten am Isarwehr an der Großhesseloher Brücke werden verschiedene Bauteile der 1938 abgerissenen Hauptsynagoge gefunden, die vermutlich in den 1950er Jahren dort zum Hochwasserschutz verbaut worden waren.[4][5]

### Donnerstag, 6. Juli 2023
- Den Haag/Niederlande: Die niederländische Regierung kündigt an, dass sie 478 Artefakte aus der Kolonialzeit nach Indonesien und Sri Lanka zurückbringen will.

### Freitag, 7. Juli 2023
- Den Haag/Niederlande: Im Streit um die Asyl- und Migrationspolitik zerbricht die Vier-Parteien-Koalition der Regierung Rutte.[6]
- Köln/Deutschland: Nach 47 Jahren endet im Werk Niehl die Produktion des Ford Fiesta.[7]
- Wien/Österreich: In Reaktion auf die Korruptionsaffären der vergangenen Jahre beschließt das österreichische Parlament schärfere Korruptionsgesetze.

### Samstag, 8. Juli 2023
- Riverside County/Vereinigte Staaten: Beim Anflug auf den zwischen den kalifornischen Ortschaften Murrieta und Temecula gelegenen French Valley Airport stürzt eine Cessna Citation II ab. Alle sechs Insassen kommen ums Leben.
- Stockholm/Schweden: Der Popmusiker Elton John gibt in der Tele2 Arena das letzte Konzert seiner Abschiedstournee Farewell Yellow Brick Road.

### Sonntag, 9. Juli 2023
- Taschkent/Usbekistan: Bei den Präsidentschaftswahlen wird Amtsinhaber Shavkat Mirziyoyev wiedergewählt.
- Vatikanstadt: Papst Franziskus kündigt für den 30. September sein neuntes Konsistorium an, bei dem 21 neue Kardinäle ernannt werden sollen, darunter der Schweizer Emil Paul Tscherrig.

### Montag, 10. Juli 2023
- Berlin/Deutschland: Bundesgesundheitsminister Karl Lauterbach einigt sich mit den Gesundheitsministern der Länder auf die Abschaffung des Fallpauschalensystems.
- Brüssel/Belgien: Als Nachfolger für den vom Gerichtshof der Europäischen Union verworfenen EU-US Privacy Shield beschließt die Europäische Kommission einen neuen Datenschutzrahmen mit den USA, nachdem die Vereinigten Staaten ein „angemessenes“ Schutzniveau – vergleichbar mit dem der Europäischen Union – für aus der EU an US-Unternehmen übermittelte personenbezogene Daten gewährleistet haben.[8]

### Dienstag, 11. Juli 2023
- Vilnius/Litauen: NATO-Gipfel (bis 12. Juli)

### Donnerstag, 13. Juli 2023
- Bangkok/Thailand: Der linksliberale Politiker Pita Limjaroenrat scheitert im ersten Gang der Wahl zum Premierminister von Thailand.
- Lima/Peru: Wegen des gestiegenen Auftretens des Guillain-Barré-Syndroms bei Erkrankten wird in Peru temporär der Gesundheitsnotstand ausgerufen.
- Majuro/Marshallinseln: Der Inselstaats fordert mehr Entschädigung von den Vereinigten Staaten für Atomwaffentests, auch auf dem Bikini-Atoll, um die bilateralen Beziehungen zu verbessern.

### Freitag, 14. Juli 2023
- Baku/Aserbaidschan: Die monatelange Sperrung des Latschin-Korridors zwischen Armenien und Bergkarabach, von zahlreichen Staaten und internationalen Organisationen als Verletzung des Waffenstillstandsabkommen von November 2020 kritisiert, wird aufgehoben.

### Samstag, 15. Juli 2023
- London/Vereinigtes Königreich: Mit Markéta Vondroušová gewinnt zum ersten Mal seit Einführung der Open Era eine ungesetzte Spielerin das Tennisturnier von Wimbledon.

### Sonntag, 16. Juli 2023
- Teheran/Iran: Die iranische Sittenpolizei geht wieder auf Patrouille, um die Einhaltung des Hidschabs durchzusetzen.

### Montag, 17. Juli 2023
- Jerusalem/Israel: Israel erkennt die Souveränität Marokkos über die Westsahara an.

### Dienstag, 18. Juli 2023
- Panama-Stadt/Panama: Der ehemalige Staatspräsident Ricardo Martinelli wird wegen Geldwäsche zu mehr als zehn Jahren Gefängnis verurteilt.

### Mittwoch, 19. Juli 2023
- Pretoria/Südafrika: Präsident Cyril Ramaphosa unterzeichnet ein Gesetz, mit dem die Gebärdensprache die zwölfte Amtssprache des Landes wird.[9]

### Donnerstag, 20. Juli 2023
- Auckland/Neuseeland: Beginn der Fußball-WM der Frauen (bis 20. August)
- Bangkok/Thailand: Das thailändische Parlament entscheidet, dass der eine Woche zuvor mehrheitlich abgelehnte Kandidat der Fortschrittspartei Pita Limjaroenrat kein weiteres Mal zur Wahl des Ministerpräsidenten antreten darf.

### Freitag, 21. Juli 2023
- Banjul/Gambia: Die gambische Regierung stellt fest, dass importierte indische Hustensäfte die Ursache für den Tod von mindestens 70 Kindern durch Nierenversagen sind, was zu Änderungen der Vorschriften und möglichen rechtlichen Schritten gegen den Hersteller Maiden Pharmaceuticals führt. Die Weltgesundheitsorganisation bestätigt tödliche Frostschutzmittel in den Sirupen.
- Moskau/Russland: Der russische Ultranationalist Igor Girkin wird nach Kritik und Beleidigung des russischen Staatspräsidenten Wladimir Putin in Moskau festgenommen.

### Samstag, 22. Juli 2023
- Kinshasa/Demokratische Republik Kongo: Die Demokratische Republik Kongo kündigt an, Hilfsorganisationen, die im Land tätig sind, wegen angeblicher Sicherheitsprobleme und Bedenken über mögliche subversive Aktivitäten inmitten des anhaltenden bewaffneten Kivu-Konflikts zu „überwachen“.
- Kuala Lumpur/Malaysia: Das Ministerium für Kommunikation und Digitales sagt ein Musikfestival in Sepang im Bundesstaat Selangor ab, nachdem Matty Healy, der Leadsänger der englischen Band The 1975, die Anti-LGBT-Gesetze des Landes offen kritisiert und seinen männlichen Bandkollegen auf der Bühne geküsst hat.

### Sonntag, 23. Juli 2023
- Madrid/Spanien: Die konservative Partido Popular gewinnt die Parlamentswahlen in Spanien knapp vor der regierenden sozialdemokratischen Partido Socialista Obrero Español.
- Paris/Frankreich: Titelverteidiger Jonas Vingegaard gewinnt in Paris die 110. Tour de France.[10]
- Phnom Penh/Kambodscha: Die regierende Kambodschanische Volkspartei unter der Führung von Premierminister Hun Sen beansprucht einen erdrutschartigen Sieg bei den Parlamentswahlen, da sie nach inoffiziellen Ergebnissen 120 von 125 Sitzen errungen hat, obwohl sie wegen der angeblichen Unterdrückung der Opposition kritisiert wird.

### Montag, 24. Juli 2023

Neues Twitter-Logo

- Jerusalem/Israel: Das israelische Parlament verabschiedet einen Gesetzentwurf zur umstrittenen Justizreform.
- San Francisco/Vereinigte Staaten: Der Mikrobloggingdienst Twitter des Unternehmens X Corp. ändert sein Logo zu einem stilisierten X.
- La Chaux-de-Fonds/Schweiz: Ein heftiger Sturm in der Region La Chaux-de-Fonds fordert ein Todesopfer und rund 40 Verletzte sowie schwere Sachschäden.

### Dienstag, 25. Juli 2023
- Accra/Ghana: Das ghanaische Parlament beschließt die formelle Abschaffung der Todesstrafe durch Streichung aus den Gesetzbüchern des Landes. In der Verfassung Ghanas ist sie jedoch für Hochverrat weiterhin enthalten. Die 172 Gefangenen, die derzeit in ghanaischen Gefängnissen zum Tode verurteilt sind, erhalten nun eine lebenslängliche Haft.[11]
- Peking/China: Der chinesische Außenminister Qin Gang wird seines Amtes enthoben und von seinem Vorgänger Wang Yi abgelöst, nachdem er einen Monat lang nicht an öffentlichen Auftritten teilgenommen hat.
- Wien/Österreich: Der Präsident des Österreichischen Gemeindebundes, Alfred Riedl, stellt vor dem Hintergrund des Skandals um Grundstücksverkäufe sein Amt ruhend.

### Mittwoch, 26. Juli 2023
- Ballum/Niederlande: Vor der niederländischen Küste, nördlich der Wattenmeerinsel Ameland, gerät der Autotransporter Fremantle Highway in Brand. Ein Seemann stirbt, alle weiteren können abgeborgen werden. Die Löschversuche gestalten sich schwierig.
- Bamako/Mali: Die französische Sprache, bislang Amtssprache des Landes, wird im Einklang mit der neuen Verfassung zur Arbeitssprache herabgestuft.
- Niamey/Niger: Staatspräsident Mohamed Bazoum wird von Angehörigen seiner Garde für abgesetzt erklärt. Eine Militärjunta unter Vorsitz des Armeegenerals Abdourahamane Tiani, der zugleich Befehlshaber der Präsidentengarde ist, übernimmt die Macht.
- Phnom Penh/Kambodscha: Premierminister Hun Sen kündigt nach vier Jahrzehnten an der Macht seinen baldigen Rücktritt an. Sein Sohn, General Hun Manet, soll ihm im Amt nachfolgen.

### Donnerstag, 27. Juli 2023
- Pjöngjang/Nordkorea: Der nordkoreanische Staatschef Kim Jong-un, der russische Verteidigungsminister Sergei Schoigu und eine chinesische Delegation treffen sich anlässlich des 70. Jahrestages des Endes des Koreakrieges. Kim und Schoigu besuchen eine Ausstellung nordkoreanischer ballistischer Raketen, die durch mehrere von China und Russland unterstützte Resolutionen der Vereinten Nationen verboten worden sind.

### Freitag, 28. Juli 2023
- Kinshasa/Demokratische Republik Kongo: Beginn der IX. Spiele der Frankophonie (bis 6. August)
- Kapstadt/Südafrika: Beginn der Netball-Weltmeisterschaft

### Samstag, 29. Juli 2023
- Mannheim/Deutschland: Im Endspiel der 16. Faustball-Weltmeisterschaft schlägt Gastgeber Deutschland Österreich mit 4:0 und gewinnt so seinen 13. WM-Titel.

### Sonntag, 30. Juli 2023
- Bangui/Zentralafrikanische Republik: Verfassungsreferendum
- Fukuoka/Japan: Die 20. Schwimmweltmeisterschaften gehen zu Ende.
- Löwen/Belgien: Im Finale der U-19-Fußball-Europameisterschaft der Frauen besiegt Spanien die deutsche Auswahl mit 3:2 i. E. und gewinnt damit zum fünften Mal den Titel.
- Mailand/Italien: Die Fechtweltmeisterschaften gehen zu Ende.
- Pau/Frankreich: Demi Vollering gewinnt die Tour de France der Frauen.

### Montag, 31. Juli 2023
- Naypyidaw/Myanmar: Der amtierende Präsident Myint Swe gibt bekannt, dass der Nationale Verteidigungs- und Sicherheitsrat den Ausnahmezustand des Landes um sechs Monate verlängert hat, wodurch sich die für August angekündigten Parlamentswahlen wahrscheinlich verzögern werden, da die Lage im Lande „noch nicht zur Normalität zurückgekehrt“ sei.